# 智利社會主義共和國

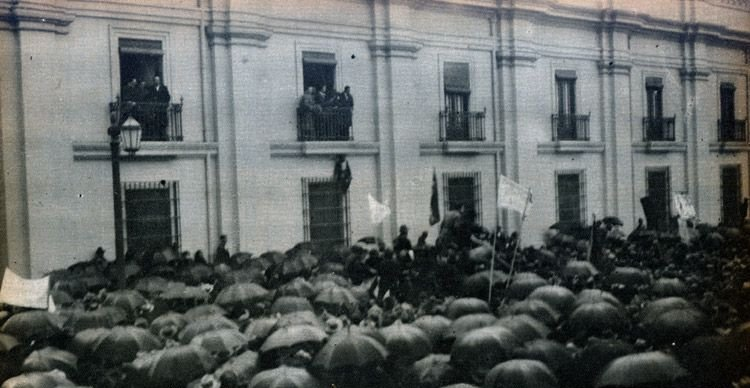
拉莫內達宮前支持建立智利社會主義共和國的遊行（1932年6月12日）

智利社會主義共和國 （西班牙語：República Socialista de Chile；1932年6月4日—9月13日）是智利历史上的一个短暂存在的政治實體，由1932年取得政權的智利军政府宣布成立。

## 背景
總統胡安·埃斯特班·蒙特羅在1931年11月15日上任，在1932年中，受到1929年華爾街股災的影響，他已經面臨很嚴重的問題了。他所面對的社會與經濟問題，加上智利政局的日益不穩定，蒙特羅被描繪為一個沒有效率且不受歡迎的領導者，關於將有人取代他的陰謀論日益增長。
1932年6月4日，由歐亨尼奧·馬特領導的一群年輕的社會主義者；瑪瑪杜克·格羅夫上校手下的部分空軍；以及一些卡洛斯·達維拉領導的一部分軍人（前總統卡洛斯·伊瓦涅斯·德爾坎波的追隨者）發動了政變，拿下了聖地牙哥的埃爾博斯克空軍基地，並要求總統蒙特羅辭職。
蒙特羅拒絕動用軍隊鎮壓政變，並辭職下台。同一晚，勝利的革命者們組織了智利軍政府，由退役的將軍阿圖羅·普加、瑪瑪杜克·格羅夫與卡洛斯·達維拉組成。並由格羅夫上校擔任擔任國防部長。他們立即宣布，智利社會主義共和國成立。

## 建立
“智利社会主义共和国”是智利军人军事政变建立的。“智利社会主义共和国”始建于1932年6月，导致这场政变的一个直接原因是胡安·埃斯特万·蒙特罗（智利当时的总统）罢免空军司令马马杜克·格罗韦，同时当时智利的经济萧条社会动荡。1929年世界经济大萧条后智利受国际影响，矿产资源难以出口并需要偿还贷款，智利失业者激增，1931年时任智利总统的伊瓦捏斯的内阁多次更换，总统也在1931年7月26日被迫辞职，后时任内政部长（后任副总统）的蒙特罗赢得大选成为了下一任总统。
蒙特罗政府进行了一些经济上的尝试但智利经济依然不断下滑，失业者数量依然增加。
1931年智利发生水兵事变，智利共产党立即声援，并派代表与事变领袖接触，“智利工人联盟”号召智利全国罢工。同年11月7日（也是十月革命纪念日）三个组织在圣地亚哥召开共产主义大会，然后派遣人员访问苏联并商讨了旗帜和官方刊物的相关事宜，并策划了总罢工等活动。与此同时蒙特罗政府在是否解散智利硝石公司等问题上犹豫不决，并最终拒绝了解散该公司。
一部分原先支持蒙特罗政府的人也开始动摇，智利国内很多报刊开始攻击总统和内阁。
1932年4月27日，蒙特罗政府下达了戒严令。此时智利已经大致有了三股反政府势力：卡洛斯·达维拉领导的一部分陆军、欧亨尼奥·马特·乌尔塔多领导的一部分智利社会主义者、马马杜克·格罗韦领导的一批空军官兵。
起初格罗韦不支持军事政变，但1932年陆军和空军表示了支持推翻政府，海军则表示将会中立。同年6月反政府者们在佩德罗·拉戈斯家中进行了会议，格罗韦也出席了，讨论了有关武力支持的问题和一些其他的问题，与会者们决定次日拜访总统，敦促他进行改革，并准备举行大罢工。第二天政府拒绝了他们的见面。
国防部长声称格罗韦是叛徒，总统在与其他人商议后决定撤销格罗韦的一切职务。下午6：30，格罗韦接到了被撤职的通知。
格罗韦当晚决定空袭首都，并派人去寻求帮助，许多指挥官表示支持格罗韦。政府方面任命空军副部长拉蒙接管空军指挥权，但受到了空军军官的拒绝，政府只能调动拉各斯的陆军军官学院部队来平叛，但拉各斯将部队停在了空军基地外并与格罗韦一起同意成立执政委员会代替蒙特罗政府。执政委员会由三人组成：
达维拉（拉各斯推荐）、马特（格罗韦推荐）和退休将军阿图罗·普加·奥索里奥。而后格罗韦等人向总统发出了最后通牒。
1932年6月4日，蒙特罗总统派人去与格罗韦方谈判，但无功而返。圣地亚哥的街上也出现了民众游行和集会的现象，呼吁推翻现政府，建立“社会主义共和国”。格罗韦的飞机在城市上空散发宣传建立“社会主义共和国”的传单，传单内容还包括国家的一些现状如智利“经济和道义已经破产”、迫使军方推翻 一个所谓“只为外国服务的寡头政府”等。当晚七点钟左右，格罗韦等革命者进入了总统府并宣布建立了“社会主义共和国”。
宣布建立后的第二天，革命者们又宣布了“执政委员会”和新内阁的组成并向全国发布了发布了《执政委员会告全国人民书》。同时也颁布了包含改组智利硝石公司、承认苏联等30个要点的“建设国家社会主义《行动纲领》”。至此“智利社会主义共和国”政府已经成立。
目前大多数的拉美历史研究者认为该政权仅存在了12天即从成立到达维拉派和圣地亚哥卫戎部队在1932年6月16日发起又一次政变为止，但也有人认为该政权事实上存在了102天而不是12天因为圣地亚哥卫戎部队政变后新改组的政府表示保留6月4日颁布的一系列社会变革政策也并没有给智利社会主义共和国更名。

## 发展与垮台
智利社会主义共和国建立后新政府宣称：“在履行职责时，维持司法机构的权力，并在符合新秩序的情况下，尊重共和国宪法和法律。”
在建立后智利社会主义共和国政府做出了很多大胆的经济举措，在6月6日新政府宣布银行放假3天，并冻结了大银行的业务，决定将智利中央银行国有化，规定新的银行机构应遵循中小企业主的信贷政策。政府还宣布要为贫困者和失业者每天提供两顿食物。
6月8日智利制定了工业化计划，设立了相应机关处理相关事务。又下令重组“智利农业垦殖局”，收容大量失业工人。6月9日政府宣布没收所有银行的外币，可以按照六月初的汇率用本国货币比索偿还。6月11日政府设立了全国经济委员会以开始实施经济社会化，政府又收了大量外币和黄金。
智利社会主义共和国的政策得到了各大城市的工人及其他阶级群众的支持。
6月5日，由左翼知识分子组成的“进步”小组占领了智利大学中心大楼，并建立了智利第一个工农兵苏维埃。新政府允许共产党和苏维埃合法存在和活动，后来智利共产党在包括一些大城市在内的全国11个地方建立了苏维埃。
新政府的经济政策和对共产党的态度引起了右翼的极度不满和恐慌。 6月12日达拉维派发动了政变，但失败。13日，达拉维提出了辞呈并被国务委员会同意，国务委员会还讨论了成立国家银行的事情和关于智利硝石公司国有化的问题。14日，马特在国务委员会的会议上提议组建“人民民兵”，但被格罗韦拒绝。

6月16日晚8点，圣地亚哥卫戎部队发动了政变，马特和格罗韦等社会主义共和国政府主要领导人被捕。政变的理由是新政府没有履行“在执政委员会事务中绝对放弃使用武装部队”的承诺，并明显的支持共产主义的倾向。被捕者随后被流放到了复活节岛。
有观点认为至此（6月16日），“智利社会主义共和国”时期已经结束（很多智利本国文献也如此认为），但其实政变委员会在政变时宣布保留6月4日（即智利社会主义共和国成立的日子）开始的社会改革，并未更改国名（仍被称作“智利社会主义共和国”），在接下来的90多天里，达维拉是智利政府的主要领导人，并延续了很多政变前政府的政策，但是达维拉政府加强了对共产主义“威胁”的防范并放缓了和削减了对外国资本国有化的政策和举措。